# Friendly Fire (singel)
Friendly Fire – utwór amerykańskiego zespołu muzycznego Linkin Park, nagrany podczas sesji związanej z tworzeniem siódmego albumu studyjnego zespołu, One More Light z 2017 roku, lecz ostatecznie niezamieszczony na tym albumie. 23 lutego 2024 roku został opublikowany w sieci wraz z teledyskiem oraz wydany w Niemczech na CD jako główny singel promujący kompilację Papercuts (Singles Collection 2000–2023), która trafiła do sprzedaży 12 kwietnia 2024 roku.

## Geneza i opublikowanie
24 czerwca 2020 roku, podczas transmisji strumieniowej w serwisie Twitch, Mike Shinoda, lider i multiinstrumentalista Linkin Park, stwierdził, że zespół podczas sesji związanej z nagrywaniem albumu studyjnego One More Light, mającego premierę 19 maja 2017 roku, zmiksował więcej piosenek od ostatecznej tracklisty albumu i że jedną z tych nadmiarowych była „Friendly Fire”, którą Shinoda napisał wspólnie z Bradem Delsonem, gitarzystą Linkin Park, i Jonem Greenem, który współpracował z zespołem przy nagrywaniu One More Light. Pod koniec swojej wypowiedzi lider zespołu zaznaczył jednak, że wszyscy „będą musieli poczekać dosłownie lata, żeby usłyszeć tę piosenkę”. W grudniu 2023 roku Shinoda i Delson nagrali dodatkowe elementy do utworu „Friendly Fire” w celu jego dokończenia i przygotowania do wydania.
19 lutego 2024 roku zespół Linkin Park zamieścił na swoich profilach w serwisach Instagram i X 30-sekundowy zwiastun audio utworu „Friendly Fire”, a następnego dnia zapowiedział na X wydanie go w dniu 23 lutego 2024 roku oraz udostępnił jego podgląd na stronie SoundCloud. 23 lutego 2024 roku utwór został opublikowany w sieci wraz z teledyskiem jako forma promocji zapowiedzianej tego samego dnia kompilacji Papercuts (Singles Collection 2000–2023), której premiera miała miejsce 12 kwietnia 2024 roku. W dniu publikacji w internecie „Friendly Fire” ukazał się także w postaci singla CD w Niemczech.
11 września 2024 roku utwór został po raz pierwszy wykonany na żywo na zagranym w Kia Forum w Inglewood w Kalifornii przez reaktywowany 5 września tego roku w zmienionym składzie (z Emily Armstrong jako wokalistką i z Colinem Brittainem jako perkusistą) po siedmioletnim okresie zawieszenia działalności Linkin Park koncercie, będącym pierwszym koncertem z trasy From Zero World Tour. Utwór stał się regularną częścią setlisty tej trasy.

## Opis
Utwór „Friendly Fire” zawiera jeden z ostatnich nagranych wokali Chestera Benningtona, który zmarł w roku realizacji nagrania. Eli Enis z magazynu Revolver stwierdziła, że utwór pod kątem muzycznym idealnie wpasowuje się w elektropopowe brzmienie charakteryzujące album One More Light.

## Teledysk
Teledysk do utworu „Friendly Fire” jest w istocie rzeczy zbiorem niepublikowanych wcześniej koncertowych i studyjnych materiałów wideo zespołu, nagranych z udziałem zmarłego wokalisty Chestera Benningtona.
W 2024 roku teledysk do „Friendly Fire” był nominowany do nagrody w kategorii Best Alternative Video na gali MTV Video Music Awards, jednak przegrał z teledyskiem do utworu „Beautiful Things” Bensona Boone’a.

## Lista utworów
Opracowano na podstawie materiału źródłowego.
Wydanie CD niemieckie (Warner 054391306432)
| Nr | Tytuł utworu    | Długość |
| -- | --------------- | ------- |
| 1. | „Friendly Fire” | 2:56    |
|    |                 | 2:56    |

Wydanie digital download (A Capella + Instrumental) (Warner none)
| Nr | Tytuł utworu                   | Długość |
| -- | ------------------------------ | ------- |
| 1. | „Friendly Fire (A Capella)”    | 2:56    |
| 2. | „Friendly Fire (Instrumental)” | 2:56    |
|    |                                | 5:52    |

Wydanie winyl 10” amerykańskie (Warner 054391280763)
| Nr | Tytuł utworu    | Długość |
| -- | --------------- | ------- |
| 1. | „Friendly Fire” | 2:56    |
| 2. | „QWERTY”        | 3:22    |
|    |                 | 6:18    |

## Premiera radiowa i wydanie
| Region | Data           | Format                      | Wytwórnia      | Źródło        |
| ------ | -------------- | --------------------------- | -------------- | ------------- |
| Różne  | 23 lutego 2024 | digital download, streaming | Warner Records | [ 10 ] [ 11 ] |
| Niemcy | 23 lutego 2024 | CD                          | Warner Records | [ 1 ]         |
| Włochy | 23 lutego 2024 | airplay                     | Warner Records | [ 20 ]        |

## Notowania na listach przebojów
| Lista (2024)                                                 | Pozycja |
| ------------------------------------------------------------ | ------- |
| Austria (Ö3 Austria Top 40)                                  | 62      |
| Czechy (Rádio – Top 100)                                     | 4       |
| Czechy (Singles Digitál – Top 100)                           | 43      |
| Estonia (TopHit)                                             | 47      |
| Francja (Top Singles, SNEP)                                  | 178     |
| Francja (Top Radio, SNEP)                                    | 9       |
| Japonia (Hot Overseas (Billboard Japan))                     | 16      |
| Niemcy (Offizielle Deutsche Charts)                          | 40      |
| Nowa Zelandia (Recorded Music NZ)                            | 11      |
| Portugalia (AFP)                                             | 143     |
| Słowacja (Rádio – Top 100)                                   | 98      |
| Słowacja (Singles Digitál – Top 100)                         | 77      |
| Stany Zjednoczone (Bubbling Under Hot 100 (Billboard))       | 2       |
| Stany Zjednoczone (Digital Song Sales (Billboard))           | 22      |
| Stany Zjednoczone (Hot Rock & Alternative Songs (Billboard)) | 13      |
| Stany Zjednoczone (Rock & Alternative Airplay (Billboard))   | 1       |
| Szwajcaria (Singles Top 100)                                 | 60      |
| Wielka Brytania (UK Singles Chart)                           | 77      |
| Włochy (Airplay, EarOne)                                     | 71      |

| Lista (2024)     | Pozycja |
| ---------------- | ------- |
| Estonia (TopHit) | 49      |

| Lista (2024)                                 | Pozycja |
| -------------------------------------------- | ------- |
| USA (Rock & Alternative Airplay (Billboard)) | 14      |